# ポール・リボー
ポール・リボー（フランス語: Paul Libaud、1905年-1994年）は、フランスのバレーボール関係者。国際バレーボール連盟初代会長（1947年-1984年）。
若い頃から多くのスポーツに親しんでおり、バレーボールのフランス大会で優勝、卓球フランス大会で3度優勝、セーリングでも欧州準優勝の成績を残した。職業は建築家であった。
第2次世界大戦後、リボーはフランスバレーボール連盟の会長に選出された。リボーの主導により1946年8月プラハで会議が開かれ、チェコスロバキア、フランス。ポーランド各国のバレーボル連盟会長が出席し、バレーボール界の将来について協議がなされた。会議の結果、国際的なバレーボール連盟を設立するための準備委員会を立ち上げることが決定され、副委員長の一人にリボーも選出された。後にイタリア、ユーゴスラビア、ルーマニア、ブルガリアも準備委員会に参加した。
1947年8月18日から20日にかけて、パリで国際バレーボール連盟の第一回会合が開かれ、14か国の代表が出席した。同会合でリボーは初代国際バレーボール連盟の会長に選出され、その後1984年まで再選を繰り返し会長の任に就いた。
連盟会長就任中、FIVB加盟数は14から156まで増え、国際的なスポーツ連盟の中でももっとも大きな組織のひとつとなった。1949年、リボーの発案により第一回男子バレーボール世界選手権が開催され、1952年には女子バレーボール世界選手権も開催された。また会長としての積極的な働きかけもあり、1964年にはバレーボールがオリンピックの正式競技となった。
1984年、リボーは37年間つとめ続けた会長の座から退いた。ロサンゼルスで開かれた総会では後任会長にルーベン・アコスタが選出され、リボーは名誉会長となった。
1994年4月2日、89歳で死去。
レジオンドヌール勲章受章、オリンピック功労賞を受賞した他、2009年にはアメリカ合衆国マサチューセッツ州ホルヨークにあるバレーボール殿堂入りを果たした。